# Serge Beucherie

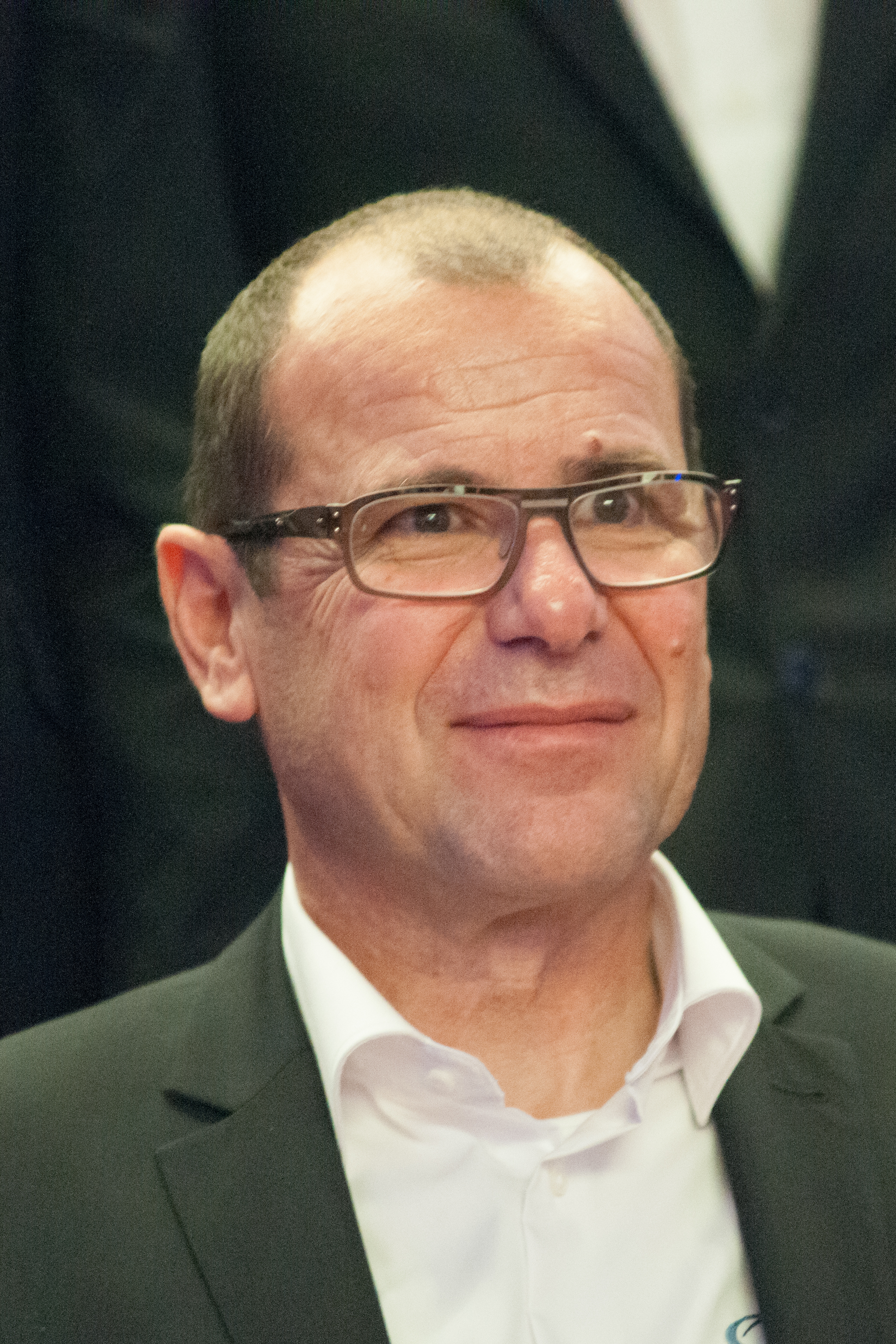
Serge Beucherie, 2014

Serge Beucherie (* 17. Januar 1955 in Sannois) ist ein ehemaliger französischer Radrennfahrer und nationaler Meister im Radsport.

## Sportliche Laufbahn
1975 hatte er mit einem Etappensieg bei der Rapport-Tour in Südafrika einen ersten internationalen Erfolg. Als Amateur konnte er die französische Meisterschaft in der Mannschaftsverfolgung 1977 gewinnen. Im folgenden Jahr wurde er Berufsfahrer im französischen Fiat-Team und fuhr seine erste Tour de France, drei weitere Starts folgten. 1981 hatte er mit dem 31. Platz sein bestes Ergebnis in der Gesamtwertung. Sein Start als Profi 1978 verlief mit einem Etappensieg bei den Vier Tagen von Dünkirchen erfolgreich. Dennoch ließ er sich Ende 1979 reamateurisieren, als er keinen neuen Vertrag bekam und fuhr die Saison 1980 für seinen heimatlichen Verein AC Boulogne-Billancourt. Er gewann in jener Saison u. a. das Rennen Paris–Conerre. Ein Jahr später fuhr er nach einem neuen Vertragsangebot wieder als Profi bei Sem-France-Loire. In diesem Jahr gewann er, überraschend für die Öffentlichkeit als unbekannter Fahrer, die französische Meisterschaft im Straßenrennen der Berufsfahrer vor Bernard Vallet. 1985 beendete er seine Laufbahn, nachdem er als Profi sechs Rennen gewonnen hatte.

## Berufliches
Nach seiner aktiven Laufbahn war er Sportlicher Leiter von Radsportteams wie Z, Gan und Crédit Agricole und IAM.